# هنری د ولف اسمیث
هنری د ولف اسمیث (انگلیسی: Henry DeWolf Smyth؛ زاده ۱ مهٔ ۱۸۹۸ درگذشته ۱۱ سپتامبر ۱۹۸۶) یک دانشمند بود.